# Zsuzsanna Laky
Zsuzsanna Laky (n. 17 aprilie 1984, Nagykanizsa, Zala, Ungaria) este fosta câștigătoare a concursului Miss Europe din 2003, de origine maghiară.
| Predecesor: Svetlana Koroleva | Miss Europe 2003 | Succesor: Shermine Shahrivar |